# Гомон (коммуна)
Гомо́н (фр. Gomont) — коммуна во Франции, находится в регионе Шампань — Арденны. Департамент коммуны — Арденны. Входит в состав кантона Асфельд. Округ коммуны — Ретель.
Код INSEE коммуны — 08195.
Коммуна расположена приблизительно в 150 км к северо-востоку от Парижа, в 65 км севернее Шалон-ан-Шампани, в 50 км к юго-западу от Шарлевиль-Мезьера.

## Население
Население коммуны на 2008 год составляло 325 человек.
| 1962 | 1968 | 1975 | 1982 | 1990 | 1999 | 2008 |
| ---- | ---- | ---- | ---- | ---- | ---- | ---- |
| 373  | 394  | 342  | 309  | 292  | 320  | 325  |

## Экономика
В 2007 году среди 218 человек в трудоспособном возрасте (15—64 лет) 153 были экономически активными, 65 — неактивными (показатель активности — 70,2 %, в 1999 году было 59,2 %). Из 153 активных работали 126 человек (78 мужчин и 48 женщин), безработных было 27 (12 мужчин и 15 женщин). Среди 65 неактивных 23 человека были учениками или студентами, 11 — пенсионерами, 31 были неактивными по другим причинам.

## Фотогалерея

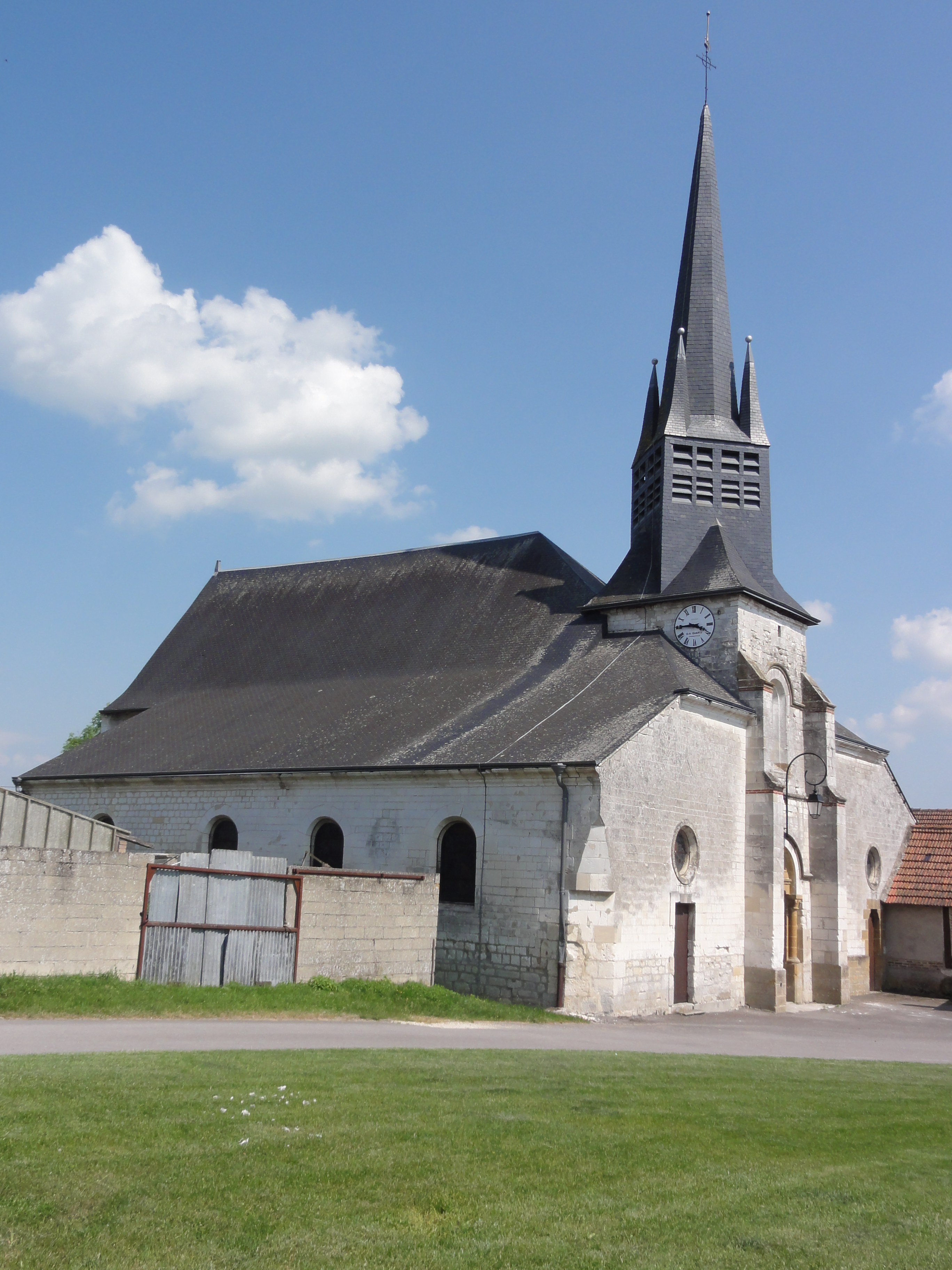
Церковь Сен-Кантен
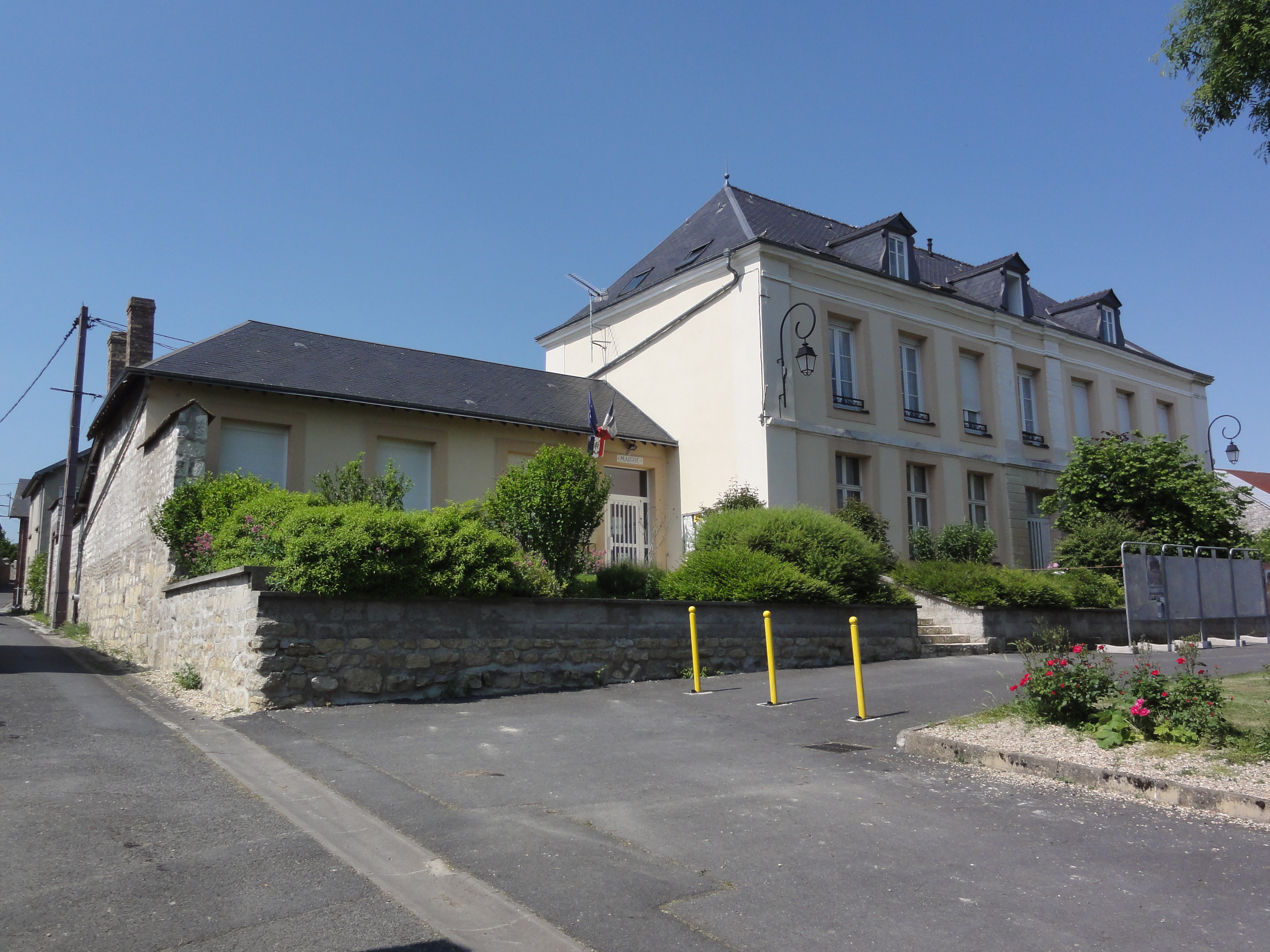
Мэрия
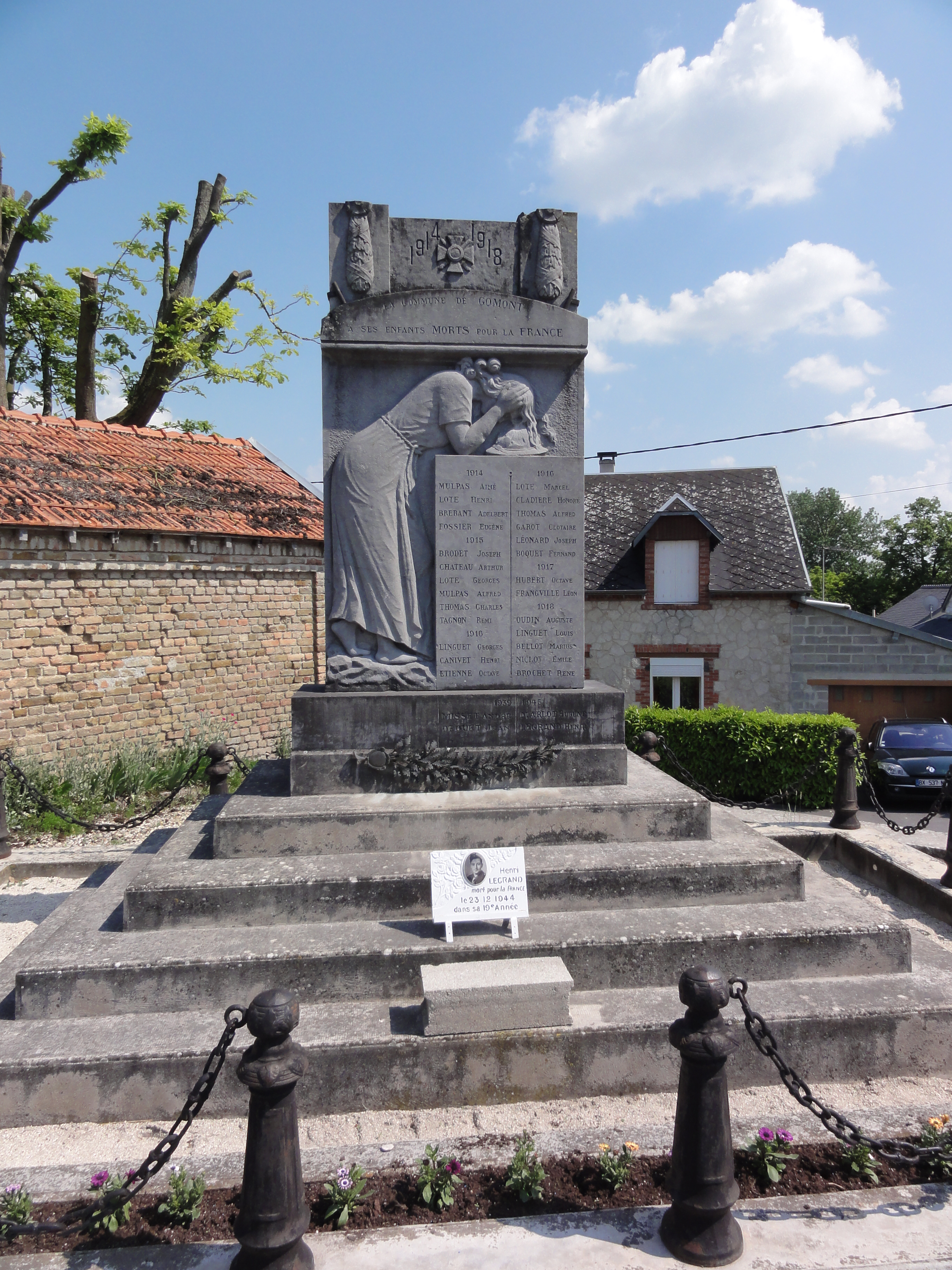
Памятник жителям, погибшим в Первой мировой войне
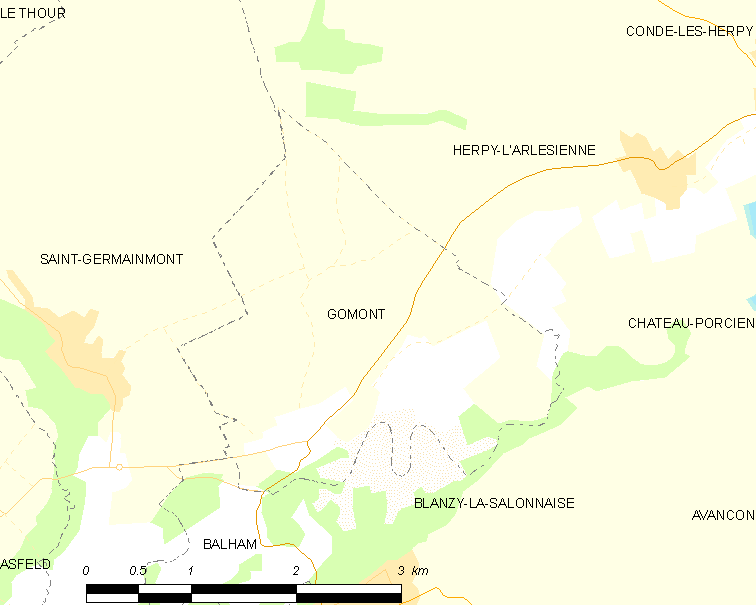
Карта коммуны